# Джеваншир, Сафи-хан
Сафи-хан Джеваншир (азерб. Səfi xan Cavanşir; 1709 — 19 сентября 1768) — азербайджанский военный деятель XVIII века. С 1734 года на службе у Надир-Шаха.

## Биография
Сафи-хан — сын Зейнал-хана Джеваншира, происходил родом из оймака (ветвь племени) Яглавенд. Юношество провёл в Яглавенда.
Являлся одним из вождей племени, находящего под властью правителя Гянджинско-Карабахского бейлербекства. Был неординарной личностью, занимал высокое положение при дворе Надир-шаха. Проявил себя в войне с османами, за проявленную храбрость получил титул хана от самого Надир-шаха.
Продолжал политику отца, направленную на противостояние Панах Али-ханам. Сафи-хан вскоре также стал вести себя как независимый от Панах Али-хана.
Основной целью Сафи-хана в упорной борьбе с ханам было желание завладеть Арасбаром.

Выбор в качестве столицы древнего и известного во всем регионе города создал бы дополнительную ауру как вокруг самого Панах Али-хана, так и вокруг нового государственного образования. Но этого не было сделано, и Панах Али-хан решил построить крепость Баят и сделать её своей столицей. Эта крепость находилась в Мильской степи, на территории нынешнего Агджебединского района Азербайджана. Крепость была сооружена в 1748 году. Мирза Адигезаль-бек даёт следующее объяснение: 
 Так, в 1161 году (1161 г. хиджры начался 2 января, а закончился 22 ноября 1748 г.) в Баяте он построил убежище, окопы и дворец. Вследствие этого сердце населения Отузики и Джеваншира, существо которых было замешено на воде зависти, недоброжелательства и злобы, загорелось пламенем вражды. В их мозг ударила страсть злобы. Они всегда усиленно стремились к уничтожению этого государства и привлекли на свою сторону в качестве союзников меликов Хамсе и обратились к Гаджи-Челеби шекинскому, являвшемуся в то время суверенным и полновластным правителем Ширваната. Они написали (Гаджи-Челеби) письмо и поставили его в известность о том, что Панах-хан взошел на престол, строит крепость и сооружает укрепления, и что, если его затея своевременно не будет уничтожена, впоследствии невозможно будет устоять перед ним.
В ряде источников указано, что из-за слишком стремительного усиления Панах Али-хана, ещё когда Карабахское ханство существовало в своём буферном варианте, была создана антипанаховская коалиция, в которую вошли армянские мелики Хамсы (Нагорный Карабах), ханы Ширвана и Шеки и даже ряд племён, входивших в состав племенного образования джеваншир и отузики. Войска ширванского и шекинского ханов более одного месяца штурмовали крепость Баят, но так и не сумели её взять. Именно после неудачного штурма Баята шекинсий хан Гаджи Челеби сказал следующее: «Панах хан был ханом. Мы пришли, воевали с ним и, не преуспев ни в чем, возвращаемся обратно, сделав его шахом».
Рассмотрение создания второй столицы Карабахское ханство с этой точки зрения позволяет взглянуть на Карабахское ханство с совершенно иного, более близкого к реальности ракурса.
Мирза Адигезаль-бек сообщает: 
После этого события Панах-хан подумал: лишь не давно я встал на ноги, население Джеваншира, Отузики выступает против меня, мелики Хамсе враждуют со мной. Я должен обосноваться в более укрепленном, неприступном в неуязвимом месте. Я не должен безразлично относиться к козням и посягательствам врагов. (Придя к тому заключению) он, разрушив крепость Баят, прибыл в Тарнакут (Тарнакут находится в среднем течении Тертера), расположенный у подножья холма, где имеется известный источник Шахбулагы. Здесь воздвиг крепость, построил из извести и камня дома, мечети, бани и торговые ряды. Все это строительство было закончено в 1165 году (1165 г. хиджры начался 20 ноября 1751 г., а закончился 7 ноября 1752 г.), и он обосновался там.
Вышеприведённое описание ясно показывает несостоятельность классической интерпретации событий, связанных с выбором новой резиденции Панах Али-хана и его борьбой с Сафи-ханом.
Когда Панах Али-хан избавился от вражды и смут жителей Джеваншира, он назначил отдельного наиба в Джеваншир-Дизакский магал.